# اچ‌ام‌اس فورتیتیود (۱۷۸۰)
اچ‌ام‌اس فورتیتیود (۱۷۸۰) (به انگلیسی: HMS Fortitude (1780)) یک کشتی بود که طول آن ۱۶۸ فوت (۵۱ متر) بود. این کشتی در سال ۱۷۸۰ ساخته شد.